# Karel Poborský
Karel Poborský (Jindřichův Hradec, Češka, 30. ožujka 1972.) je bivši češki nogometaš i nacionalni reprezentativac. Kao desno krilo, Poborský je bio vođa u češkoj reprezentaciji te je imao jaku tehniku.

## Karijera

### Klupska karijera
Poborský je igrao za České Budějovice, Viktoriju Žižkov i Slaviju Prag dok ga je nakon odličnog nastupa na EURU 1996. kupio engleski gigant Manchester United. S klubom je u svojoj prvoj sezoni osvojio Premier ligu a odigrao je 22 od 38 prvenstvenih utakmica. Također, s Unitedom je stigao do polufinala Lige prvaka.
U siječnju 1998. igrač napušta Old Trafford te prelazi u portugalsku Benficu. U klubu je bio standardan ali tijekom tri godine karijere ondje, Benfica nije osvojila niti jedan trofej.
Rimski Lazio dovodi Poborskog tijekom siječnja 2001. godine. S momčadi je u sezoni 2000./01. osvojio treće mjesto u Serie A da bi se u srpnju 2002. vratio u domovinu potpisavši za prašku Spartu. Češko prvenstvo je osvojio 2003. i 2005. dok je do kraja igračke karijere nastupao još za České Budějovice.

### Reprezentativna karijera
Nakon što je Češka nastupila u finalu EURA 1996., Poborský je bio jedan od mnogih čeških nogometaša koje su kupili mnogi inozemni klubovi. Tako je Karel u srpnju iste godine doveden u Manchester United. Na samom turniru bio je jedan od najvažnijih reprezentativnih igrača dok je u četvrtfinalu protiv Portugala postao poznat po lobu portugalskog vratara Vítora Baíje kojim je zabio gol za konačnih 1:0 i plasman u polufinale. Isti gol istom vrataru Poborský je kasnije zabio u dresu Benfice u prvenstvenoj utakmici protiv Porta.
Igrač je s reprezentacijom nastupio i na Kupu konfederacija 1997. na kojem je Češka osvojila treće mjesto pobijedivši Urugvaj s minimalnih 1:0.
Od ostalih natjecanja, Karel Poborský je bio član češke reprezentacije i na Europskim prvenstvima 2000. i 2004. te na Svjetskom prvenstvu 2006.

#### Pogoci za reprezentaciju
| #  | Datum               | Mjesto               | Protivnik   | Pogodak | Rezultat | Natjecanje                                         |
| -- | ------------------- | -------------------- | ----------- | ------- | -------- | -------------------------------------------------- |
| 1. | 23. lipnja 1996.    | Birmingham, Engleska | Portugal    | 1 : 0   | 1 : 0    | EURO 1996.                                         |
| 2. | 8. rujna 1999.      | Teplice, Češka       | BiH         | 3 : 0   | 3 : 0    | Kvalifikacije za EURO 2000.                        |
| 3. | 16. lipnja 2000.    | Brugge, Belgija      | Francuska   | 1 : 1   | 1 : 2    | EURO 2000.                                         |
| 4. | 2. rujna 2000.      | Sofija, Bugarska     | Bugarska    | 1 : 0   | 1 : 0    | Kvalifikacije za SP u Japanu / Južnoj Koreji 2002. |
| 5. | 16. listopada 2002. | Teplice, Češka       | Bjelorusija | 1 : 0   | 2 : 0    | Kvalifikacije za EURO 2004.                        |
| 6. | 10. rujna 2003.     | Prag, Češka          | Nizozemska  | 2 : 0   | 3 : 1    | Kvalifikacije za EURO 2004.                        |
| 7. | 15. studenog 2003.  | Teplice, Češka       | Kanada      | 3 : 0   | 5 : 1    | Prijateljska utakmica                              |
| 8. | 1. ožujka 2006.     | Istanbul, Turska     | Turska      | 2 : 0   | 2 : 2    | Prijateljska utakmica                              |

## Osvojeni trofeji

### Klupski trofeji
| Klub              | Trofej          | Sezona / godina |
| Češka             | Češka           | Češka           |
| ----------------- | --------------- | --------------- |
| Slavia Prag       | Gambrinus liga  | 1995./96.       |
| Engleska          |                 |                 |
| Manchester United | FA Premier liga | 1996./97.       |
| Češka             |                 |                 |
| Sparta Prag       | Gambrinus liga  | 2002./03.       |
| Sparta Prag       | Gambrinus liga  | 2004.           |
| Sparta Prag       | Gambrinus liga  | 2004./05.       |

### Reprezentativni trofeji
| Turnir            | Trofej | Godina |
| ----------------- | ------ | ------ |
| EP u Engleskoj    | Srebro | 1996.  |
| Kup konfederacija | Bronca | 1997.  |

### Individualni trofeji
| Trofej                         | Godina        |
| ------------------------------ | ------------- |
| Češki nogometaš godine         | 1996.         |
| All-Star momčad EP u Engleskoj | 1996.         |
| Igrač godine u Gambrinus ligi  | 2003.         |
| Igrač godine u Gambrinus ligi  | 2004.         |
| Igrač godine u Gambrinus ligi  | 2005.         |
| All-Star momčad Sparte Prag    | 1980. – 2010. |

## Vanjske poveznice
- Reprezentativna statistika igrača
- Transfermarkt.co.uk
- Soccerdatabase.eu